# 広島県立松永高等学校
広島県立松永高等学校（ひろしまけんりつ まつなが こうとうがっこう）は、広島県福山市神村町に所在する県立の高等学校。

## 概要
歴史
1921年（大正11年）創立の高等女学校を前身とする。1948年（昭和23年）の学制改革により、新制高等学校となる。全日制・定時制ともに普通科の高校であったが、全日制は総合選抜の廃止とともに1998年（平成10年）に総合学科が設置され普通科は2000年（平成12年）に廃止された（定時制はいまだに普通科である）。2016年（平成28年）に創立95周年を迎えた。
設置課程・学科
全日制課程 総合学科 4系列（人文国際・自然科学・教養・就職教養）
定時制課程 普通科
校訓
「真・善・美」
校章
3方向にのびる松葉の絵を組み合わせたものを背景にして、中央に「高」の文字を置いている。
校歌
作詞は木下夕爾、作曲は岡田忠彦による。歌詞は3番まであり、歌詞中に校名は登場しない。

## 沿革
- 1921年（大正10年）4月 - 「広島県沼隈郡立実科高等女学校」として開校。
- 1923年（大正12年）- 県立移管により「広島県立松永高等女学校」に改称。
- 1946年（昭和21年）4月 - 修業年限が5年に改められる。
- 1947年（昭和22年）4月 - 学制改革（六・三制）が行われる。
  - 高等女学校としての募集を停止。
  - 新制中学校を併設し（以下・併設中学校）、高等女学校1・2年修了者を新制中学校2・3年生として収容。
  - 併設中学校は経過措置としてあくまで暫定的に設置されたので、新たに生徒募集は行われず、在校生が2・3年生のみの中学校であった。
  - 高等女学校3・4年修了者はそのまま高等女学校4・5年生として在籍（ただし4年修了時点で卒業することもできた）。
- 1948年（昭和23年）
  - 5月 - 学制改革により高等女学校が廃止され、新制高等学校「広島県松永高等学校」が発足。定時制課程（昼間）を設置。この時点では女子校。
    - 高等女学校卒業者（5年修了者）を新制高校3年生、高等女学校4年修了者を新制高校2年生、併設中学校卒業者（3年修了者）を新制高校1年生として収容。
    - 併設中学校が1946年（昭和21年）に高等女学校へ最後に入学した3年生のみとなる。

  - 9月 - 定時制の済美分校および水呑（みのみ）分校を設置。
- 1949年（昭和24年）
  - 3月 - 併設中学校を廃止。
  - 4月 - 高校三原則に基づく公立高等学校再編により総合制の高等学校（男女共学）となる。水呑分校を広島県福山東高等学校に移管。
- 1950年（昭和25年）- 運動場を拡張。定時制中心校（昼間）の募集を停止し、夜間定時制に切り替える。
- 1952年（昭和27年）- 新校舎（本館）が完成。
- 1953年（昭和28年）- 理科・家庭科棟が完成。
- 1955年（昭和30年）4月 - 済美分校の募集を停止。
- 1958年（昭和33年）3月 - 済美分校を廃止。
- 1962年（昭和37年）- 現在地に新校舎が完成し移転を完了。
- 1968年（昭和43年）10月1日 - 「広島県立松永高等学校」（現在地）に改称（県の後に「立」が付される）。
- 1970年（昭和45年）- 4号館が完成。
- 1972年（昭和47年）- 5号館が完成。
- 1974年（昭和49年）- プールが完成。
- 1976年（昭和51年）- 第9学区総合選抜制（市内5校[1]）を導入。
- 1978年（昭和53年）- 新グラウンドが完成。
- 1979年（昭和54年）- 体育館が完成。
- 1984年（昭和59年）- 3号館が完成。
- 1985年（昭和60年）- 1・2号館が完成。
- 1987年（昭和62年）4月 - 第9学区が東西に分けられたため、第9西部学区に属することとなり、市内3校[2]で総合選抜を実施。
- 1998年（平成10年）4月 - 総合選抜が廃止され、単独選抜となる。全日制普通科の募集を停止し、総合学科を設置。
- 1999年（平成11年）- 6号館が完成。
- 2000年（平成12年）3月 - 全日制普通科を廃止。
- 2005年（平成17年）- プールを解体。
- 2011年（平成23年）- 創立90周年記念式典を挙行。

## 著名な出身者
- 寺岡呼人（ミュージシャン、音楽プロデューサー）
- 高橋真一郎（元プロサッカー選手、サッカー指導者）
- 上村健一（元プロサッカー選手）
- 緒川たまき（女優・モデル）
- 山本優弥（キックボクサー）
- 崎谷健次郎（シンガーソングライター、音楽プロデューサー）
- 吉岡稔記（D1ドライバー）
- 小波（プロレスラー）

## 交通
- JR西日本 山陽本線　「松永駅」北口より徒歩15分。